# Prosthechea garciana
Prosthechea garciana là một loài thực vật có hoa trong họ Lan. Loài này được (Garay & Dunst.) W.E.Higgins miêu tả khoa học đầu tiên năm 1997.

## Hình ảnh

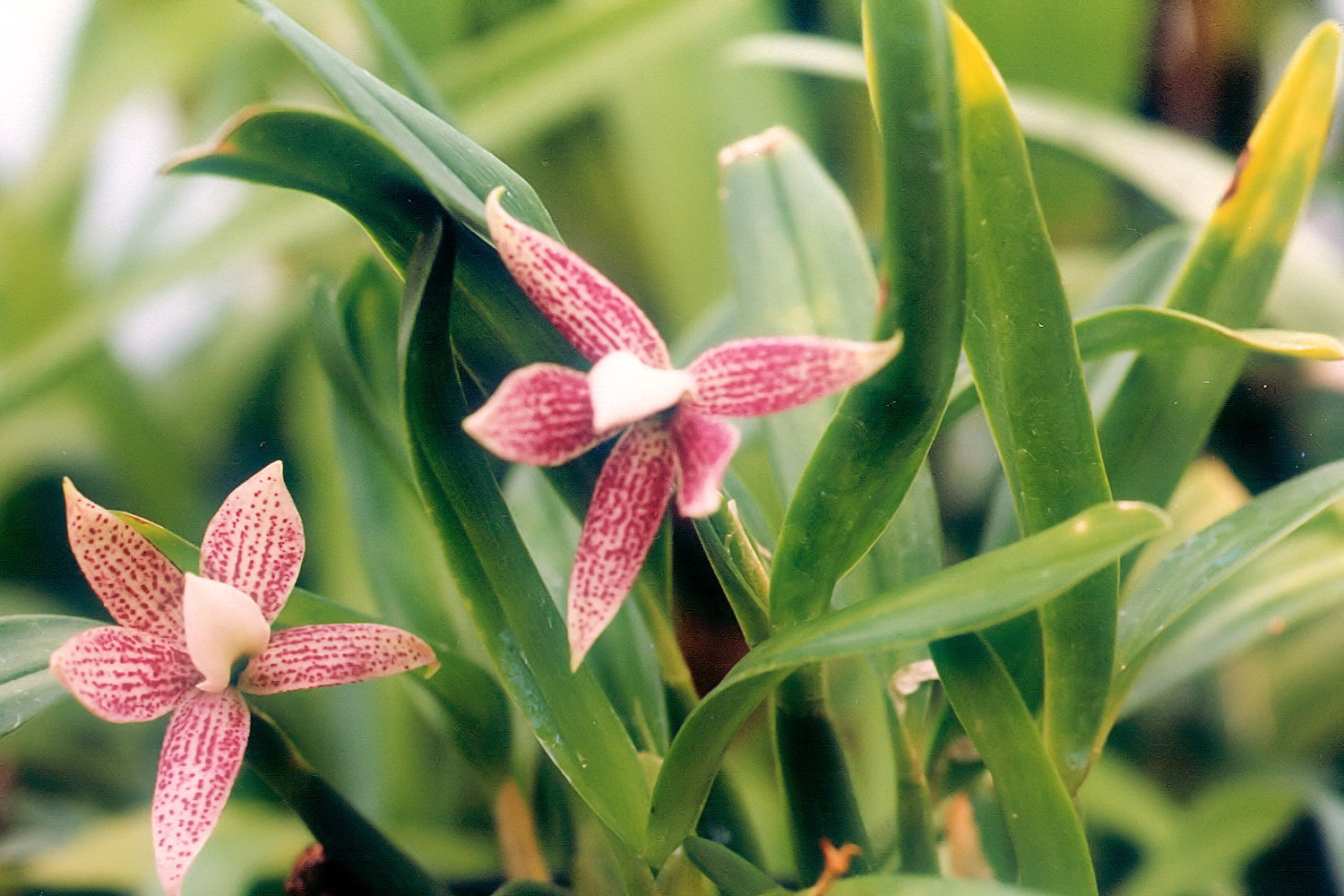
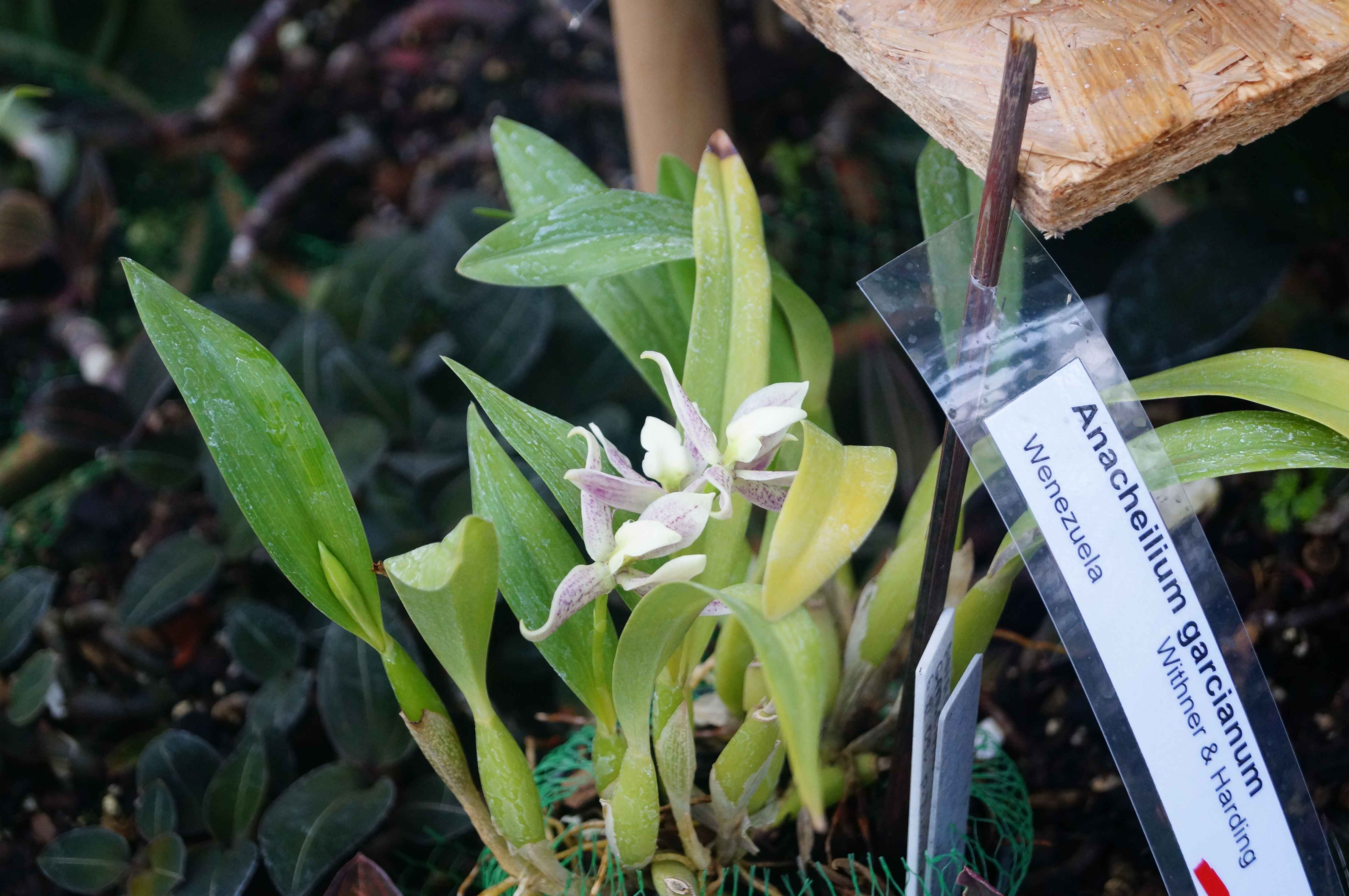
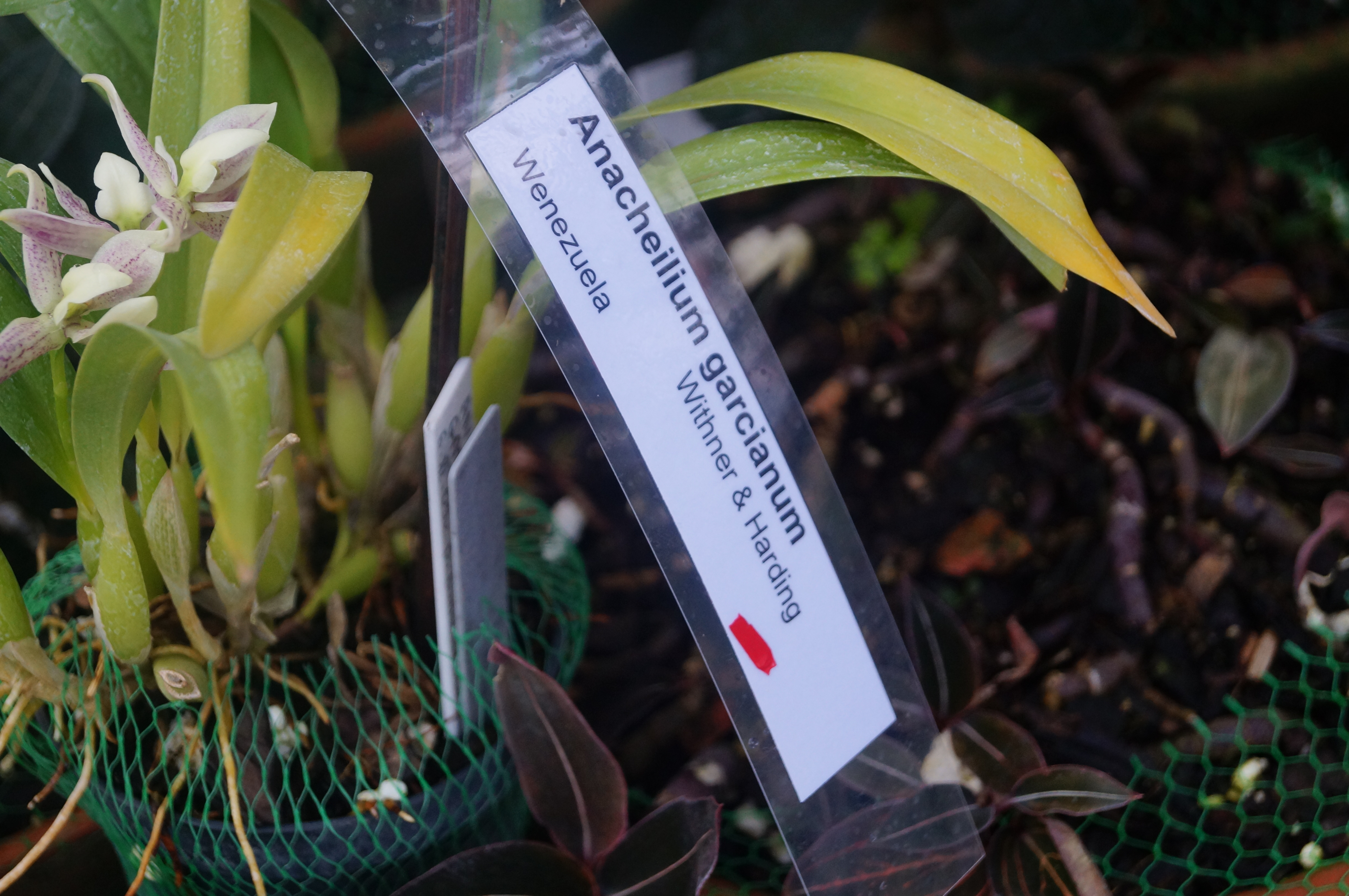
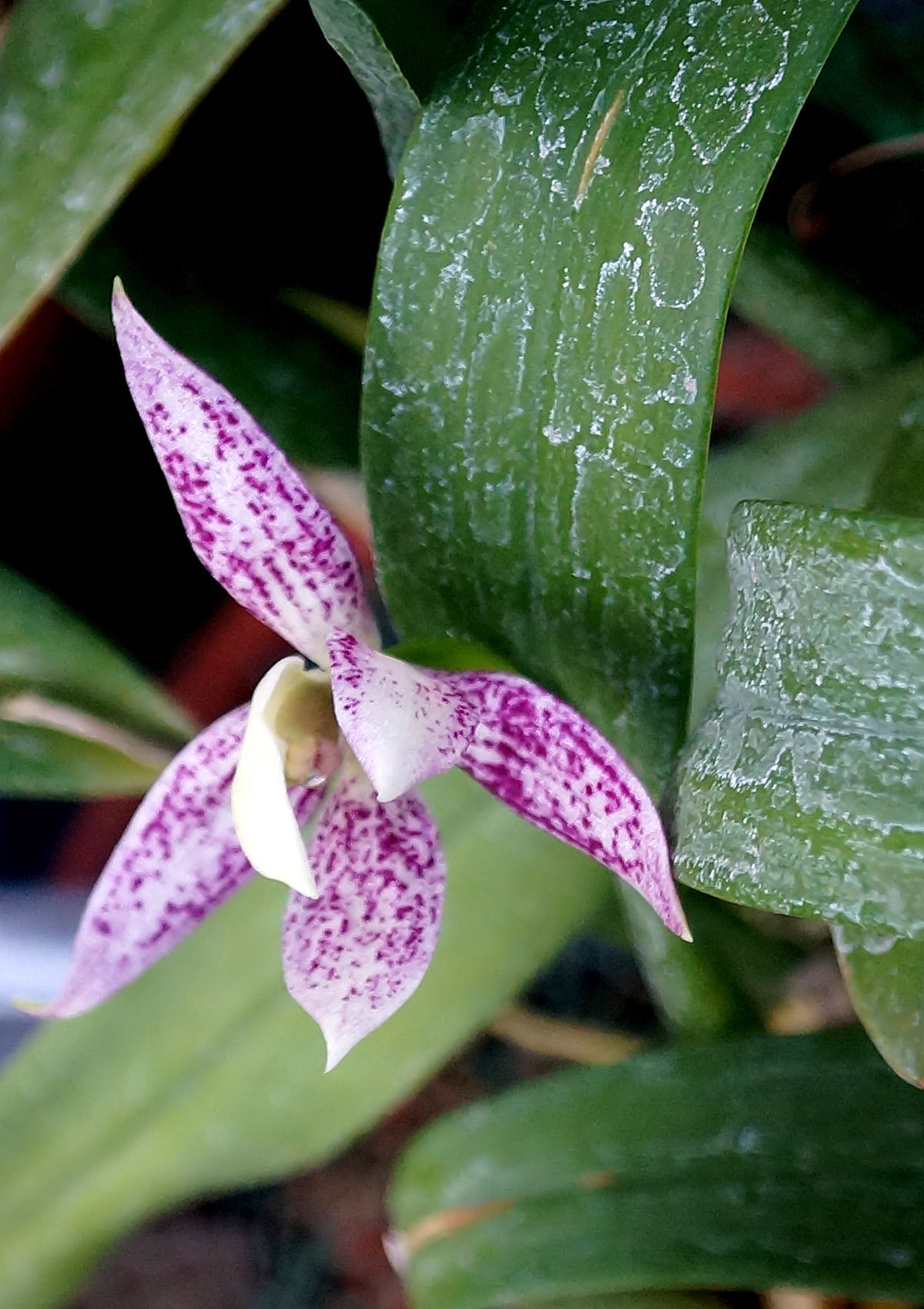